# Film in 2020
Dit artikel gaat over films uitgebracht in het jaar 2020, filmfestivals en filmprijzen.

## Succesvolste films
De tien films uit 2020 die het meest opbrachten. 
| Rang | Titel                                                 | Distributeur                 | Opbrengst wereldwijd |
| ---- | ----------------------------------------------------- | ---------------------------- | -------------------- |
| 1    | The Eight Hundred                                     | CMC Pictures                 | $ 461.421.559        |
| 2    | Demon Slayer: Kimetsu no Yaiba the Movie: Mugen Train | Aniplex                      | $ 452.974.619        |
| 3    | Bad Boys for Life                                     | Sony Pictures                | $ 426.505.244        |
| 4    | My People, My Homeland                                | China Lion Film Distribution | $ 422.390.820        |
| 5    | Tenet                                                 | Warner Bros. Pictures        | $ 363.656.624        |
| 6    | Sonic the Hedgehog                                    | Paramount Pictures           | $ 319.715.683        |
| 7    | A Quiet Place Part II                                 | Paramount Pictures           | $ 297.372.261        |
| 8    | Dolittle                                              | Universal Pictures           | $ 245.461.797        |
| 9    | Jiang Ziya                                            | Beijing Enlight Pictures     | $ 240.663.149        |
| 10   | A Little Red Flower                                   | HG Entertainment             | $ 216.000.000        |

## Filmprijzen
- Uitreiking 77e Golden Globe Awards: 5 januari
- Uitreiking 25e Critics' Choice Awards: 12 januari
- Uitreiking 34e Premios Goya: 25 januari
- Uitreiking 25ste Prix Lumières: 27 januari
- Uitreiking 10e Magritte du cinéma: 1 februari
- Uitreiking 73e British Academy Film Awards: 2 februari
- Uitreiking 40e Golden Raspberry Awards: 8 februari
- Uitreiking 35e Film Independent Spirit Awards: 8 februari
- Uitreiking 92ste Academy Awards: 10 februari
- Uitreiking 45ste Césars: 28 februari
- Uitreiking 24e Satellite Awards: 1 maart
- Uitreiking 46e Saturn Awards: september
- Uitreiking 33e Europese Filmprijzen: 12 december (online vanwege de coronapandemie)

## Filmfestivals
- Sundance Film Festival: 23 januari - 2 februari
- International Film Festival Rotterdam: 22 januari – 2 februari
- Internationaal filmfestival van Göteborg: 24 januari – 3 februari
- Internationaal filmfestival van Berlijn: 20 februari - 1 maart
  - Uitreiking Gouden Beer
- Filmfestival van Cannes: 12 - 23 mei (afgelast wegens de coronapandemie)
  - Uitreiking Gouden Palm
- Internationaal filmfestival van Karlsbad: 3 – 11 juli (afgelast wegens de coronapandemie)
  - Uitreiking Kristallen Bol
- Internationaal filmfestival van Locarno: 5 - 15 augustus (afgelast wegens de coronapandemie)
  - Uitreiking Gouden Luipaard
- Filmfestival van Sarajevo: 14 - 21 augustus (gewijzigd in een online-festival wegens de coronapandemie)
  - Uitreiking Hart van Sarajevo
- 77ste filmfestival van Venetië: 2 - 12 september
  - Uitreiking Gouden Leeuw
- Filmfestival van Telluride: 4 - 7 september (afgelast wegens de coronapandemie)
- Internationaal filmfestival van Toronto: 3 - 13 september
- Film by the Sea Vlissingen: 11 - 20 september
- 68ste filmfestival van San Sebastián
  - Uitreiking Gouden Schelp
- 40ste Nederlands Film Festival, Utrecht: 25 september - 3 oktober
  - Uitreiking Gouden Kalf
- Film Fest Gent: 13 - 24 oktober

## Lijst van films
Films die in 2020 zijn uitgebracht en een lemma in de Nederlandstalige Wikipedia hebben:
| Verschijningsdatum | Titel                                                    | Land                                                             | Opmerking                                                                                     |
| ------------------ | -------------------------------------------------------- | ---------------------------------------------------------------- | --------------------------------------------------------------------------------------------- |
| 1 januari 2020     | Tolo Tolo                                                | Italië                                                           |                                                                                               |
| 3 januari 2020     | The Grudge                                               | Verenigde Staten                                                 |                                                                                               |
| 7 januari 2020     | Like a Boss                                              | Verenigde Staten                                                 | New York                                                                                      |
| 7 januari 2020     | Underwater                                               | Verenigde Staten                                                 | Los Angeles                                                                                   |
| 7 januari 2020     | Bad Boys for Life                                        | Verenigde Staten                                                 | Berlijn                                                                                       |
| 9 januari 2020     | My Spy                                                   | Verenigde Staten                                                 |                                                                                               |
| 11 januari 2020    | Dolittle                                                 | Verenigde Staten                                                 | Los Angeles                                                                                   |
| 17 januari 2020    | A Fall from Grace                                        | Verenigde Staten                                                 | Netflix                                                                                       |
| 23 januari 2020    | The Turning                                              | Verenigde Staten                                                 |                                                                                               |
| 24 januari 2020    | Worth                                                    | Verenigde Staten                                                 | Sundance Film Festival                                                                        |
| 24 januari 2020    | Zola                                                     | Verenigde Staten                                                 | Sundance Film Festival                                                                        |
| 25 januari 2020    | El agente topo                                           | Chili                                                            | Sundance Film Festival                                                                        |
| 25 januari 2020    | Paradise Drifters                                        | Nederland                                                        | International Film Festival Rotterdam                                                         |
| 25 januari 2020    | Promising Young Woman                                    | Verenigde Staten                                                 | Sundance Film Festival                                                                        |
| 25 januari 2020    | El año del descubrimiento                                | Spanje / Zwitserland                                             | International Film Festival Rotterdam                                                         |
| 25 januari 2020    | Birds of Prey                                            | Verenigde Staten                                                 | Mexico-Stad                                                                                   |
| 25 januari 2020    | Sonic the Hedgehog                                       | Verenigde Staten / Japan                                         | Los Angeles                                                                                   |
| 26 januari 2020    | The Glorias                                              | Verenigde Staten                                                 | Sundance Film Festival                                                                        |
| 26 januari 2020    | Minari                                                   | Verenigde Staten                                                 | Sundance Film Festival                                                                        |
| 26 januari 2020    | Downhill                                                 | Verenigde Staten                                                 | Sundance Film Festival                                                                        |
| 26 januari 2020    | The Nest                                                 | Verenigde Staten / Verenigd Koninkrijk                           | Sundance Film Festival                                                                        |
| 27 januari 2020    | Horse Girl                                               | Verenigde Staten                                                 | Sundance Film Festival                                                                        |
| 27 januari 2020    | The Last Thing He Wanted                                 | Verenigde Staten / Verenigd Koninkrijk                           | Sundance Film Festival                                                                        |
| 27 januari 2020    | The Father                                               | Verenigd Koninkrijk / Frankrijk                                  | Sundance Film Festival                                                                        |
| 27 januari 2020    | The Rhythm Section                                       | Verenigde Staten / Verenigd Koninkrijk                           | New York                                                                                      |
| 27 januari 2020    | Sylvie's Love                                            | Verenigde Staten                                                 | Sundance Film Festival                                                                        |
| 28 januari 2020    | Sergio                                                   | Verenigde Staten                                                 | Sundance Film Festival                                                                        |
| 28 januari 2020    | Lost Girls                                               | Verenigde Staten                                                 | Sundance Film Festival                                                                        |
| 31 januari 2020    | Adú                                                      | Spanje                                                           | Netflix                                                                                       |
| 5 februari 2020    | De grote slijmfilm                                       | Nederland                                                        |                                                                                               |
| 7 februari 2020    | 365 Days                                                 | Polen                                                            |                                                                                               |
| 11 februari 2020   | Boss Level                                               | Verenigde Staten                                                 | Los Angeles                                                                                   |
| 11 februari 2020   | Fantasy Island                                           | Verenigde Staten                                                 | Los Angeles                                                                                   |
| 13 februari 2020   | De beentjes van Sint-Hildegard                           | Nederland                                                        |                                                                                               |
| 13 februari 2020   | Emma.                                                    | Verenigd Koninkrijk / Verenigde Staten                           |                                                                                               |
| 13 februari 2020   | The Call of the Wild                                     | Verenigde Staten                                                 | Los Angeles                                                                                   |
| 18 februari 2020   | The Invisible Man                                        | Verenigde Staten / Australië                                     | Londen                                                                                        |
| 21 februari 2020   | Invisibles                                               | Spanje                                                           |                                                                                               |
| 21 februari 2020   | Onward                                                   | Verenigde Staten                                                 | Internationaal filmfestival van Berlijn                                                       |
| 23 februari 2020   | Las niñas                                                | Spanje                                                           | Internationaal filmfestival van Berlijn                                                       |
| 28 februari 2020   | There Is No Evil شیطان وجود ندارد; sheytân vojūd nadârad | Iran                                                             | Internationaal filmfestival van Berlijn Winnaar Gouden Beer                                   |
| 1 maart 2020       | The Way Back                                             | Verenigde Staten                                                 | Los Angeles                                                                                   |
| 6 maart 2020       | Spenser Confidential                                     | Verenigde Staten                                                 | Netflix                                                                                       |
| 8 maart 2020       | A Quiet Place Part II                                    | Verenigde Staten                                                 | New York                                                                                      |
| 8 maart 2020       | Resistance                                               | Verenigde Staten / Verenigd Koninkrijk / Duitsland / Frankrijk   | Filmfestival van Miami                                                                        |
| 9 maart 2020       | Mulan                                                    | Verenigde Staten                                                 | Los Angeles                                                                                   |
| 10 maart 2020      | Bloodshot                                                | Verenigde Staten                                                 | Los Angeles                                                                                   |
| 11 maart 2020      | The Hunt                                                 | Verenigde Staten                                                 |                                                                                               |
| 13 maart 2020      | The Postcard Killings                                    | Verenigd Koninkrijk / Verenigde Staten                           |                                                                                               |
| 25 maart 2020      | Hogar                                                    | Spanje                                                           | Netflix                                                                                       |
| 27 maart 2020      | Uncorked                                                 | Verenigde Staten                                                 | Netflix                                                                                       |
| 3 april 2020       | Coffee & Kareem                                          | Verenigde Staten                                                 | Netflix                                                                                       |
| 7 april 2020       | Anastasia: Once Upon a Time                              | Verenigde Staten                                                 |                                                                                               |
| 15 april 2020      | Nadie sabe que estoy aquí                                | Chili                                                            | Tribeca Film Festival                                                                         |
| 22 april 2020      | The Willoughbys                                          | Canada / Verenigde Staten                                        | Netflix                                                                                       |
| 24 april 2020      | Extraction                                               | Verenigde Staten                                                 | Netflix                                                                                       |
| 30 april 2020      | Dangerous Lies                                           | Verenigde Staten                                                 | Netflix                                                                                       |
| 1 mei 2020         | The Half of It                                           | Verenigde Staten                                                 | Netflix                                                                                       |
| 15 mei 2020        | Scoob!                                                   | Verenigde Staten                                                 | Verenigde Staten (VOD)                                                                        |
| 22 mei 2020        | The Lovebirds                                            | Verenigde Staten                                                 | Netflix                                                                                       |
| 29 mei 2020        | 100% Wolf                                                | Australië                                                        |                                                                                               |
| 12 juni 2020       | Artemis Fowl                                             | Verenigde Staten                                                 | Disney Plus                                                                                   |
| 12 juni 2020       | Da 5 Bloods                                              | Verenigde Staten                                                 | Netflix                                                                                       |
| 12 juni 2020       | The King of Staten Island                                | Verenigde Staten                                                 | Verenigde Staten (VOD)                                                                        |
| 1 juli 2020        | The F**k-It List                                         | Verenigde Staten                                                 | Netflix                                                                                       |
| 1 juli 2020        | De piraten van hiernaast                                 | Nederland                                                        |                                                                                               |
| 2 juli 2020        | Ava                                                      | Verenigde Staten                                                 |                                                                                               |
| 2 juli 2020        | Été 85                                                   | Frankrijk / België                                               | Lyon                                                                                          |
| 10 juli 2020       | Greyhound                                                | Verenigde Staten                                                 | Apple TV+                                                                                     |
| 10 juli 2020       | The Old Guard                                            | Verenigde Staten                                                 | Netflix                                                                                       |
| 16 juli 2020       | Fatal Affair                                             | Verenigde Staten                                                 | Netflix                                                                                       |
| 16 juli 2020       | Unhinged                                                 | Verenigde Staten                                                 |                                                                                               |
| 24 juli 2020       | Ofrenda a la tormenta                                    | Spanje                                                           |                                                                                               |
| 29 juli 2020       | Alles is zoals het zou moeten zijn                       | Nederland                                                        |                                                                                               |
| 30 juli 2020       | The Tax Collector                                        | Verenigde Staten                                                 | Los Angeles                                                                                   |
| 5 augustus 2020    | Cruise Control                                           | België                                                           |                                                                                               |
| 6 augustus 2020    | An American Pickle                                       | Verenigde Staten                                                 |                                                                                               |
| 14 augustus 2020   | Project Power                                            | Verenigde Staten                                                 | Netflix                                                                                       |
| 14 augustus 2020   | The SpongeBob Movie: Sponge on the Run                   | Verenigde Staten                                                 |                                                                                               |
| 15 augustus 2020   | Gossamer Folds                                           | Verenigde Staten                                                 | Filmfestival van Bentonville                                                                  |
| 20 augustus 2020   | Crímenes de familia                                      | Argentinië                                                       | Netflix                                                                                       |
| 21 augustus 2020   | La boda de Rosa                                          | Spanje                                                           |                                                                                               |
| 21 augustus 2020   | The Eight Hundred                                        | China                                                            |                                                                                               |
| 22 augustus 2020   | El olvido que seremos                                    | Colombia                                                         |                                                                                               |
| 26 augustus 2020   | Tenet                                                    | Verenigd Koninkrijk / Verenigde Staten                           |                                                                                               |
| 26 augustus 2020   | The New Mutants                                          | Verenigde Staten                                                 |                                                                                               |
| 28 augustus 2020   | Hasta el cielo                                           | Spanje                                                           |                                                                                               |
| 28 augustus 2020   | I'm Thinking of Ending Things                            | Verenigde Staten                                                 |                                                                                               |
| 28 augustus 2020   | Orígenes secretos                                        | Spanje                                                           | Netflix                                                                                       |
| 3 september 2020   | Quo vadis, Aida?                                         | Bosnië en Herzegovina                                            | Filmfestival van Venetië                                                                      |
| 4 september 2020   | The Duke                                                 | Verenigd Koninkrijk                                              | Filmfestival van Venetië                                                                      |
| 4 september 2020   | Pieces of a Woman                                        | Verenigde Staten / Canada                                        | Filmfestival van Venetië                                                                      |
| 6 september 2020   | The World to Come                                        | Verenigde Staten                                                 | Filmfestival van Venetië                                                                      |
| 7 september 2020   | One Night in Miami                                       | Verenigde Staten                                                 | Filmfestival van Venetië                                                                      |
| 8 september 2020   | Don't Tell a Soul                                        | Verenigde Staten                                                 | Amerikaans filmfestival van Deauville                                                         |
| 9 september 2020   | Selva trágica                                            | Mexico                                                           | Filmfestival van Venetië                                                                      |
| 10 september 2020  | Run Hide Fight                                           | Verenigde Staten                                                 | Filmfestival van Venetië                                                                      |
| 10 september 2020  | Nuevo orden                                              | Mexico                                                           | Filmfestival van Venetië                                                                      |
| 11 september 2020  | Nomadland                                                | Verenigde Staten                                                 | Filmfestival van Venetië, Internationaal filmfestival van Toronto Winnaar Gouden Leeuw        |
| 11 september 2020  | Ammonite                                                 | Verenigd Koninkrijk / Australië                                  | Internationaal filmfestival van Toronto                                                       |
| 11 september 2020  | Dasatskisi (დასაწყისი) (Beginning)                       | Frankrijk / Georgië                                              | Internationaal filmfestival van Toronto Filmfestival van San Sebastián, winnaar Gouden Schelp |
| 12 september 2020  | Druk                                                     | Denemarken                                                       | Internationaal filmfestival van Toronto                                                       |
| 12 september 2020  | I Care a Lot                                             | Verenigde Staten                                                 | Internationaal filmfestival van Toronto                                                       |
| 16 september 2020  | The Devil All the Time                                   | Verenigde Staten                                                 | Netflix                                                                                       |
| 16 september 2020  | El practicante                                           | Spanje                                                           | Netflix                                                                                       |
| 18 september 2020  | Follow Me                                                | Australië / Verenigde Staten                                     |                                                                                               |
| 18 september 2020  | Rifkin's Festival                                        | Verenigde Staten / Spanje / Italië                               | Filmfestival van San Sebastián                                                                |
| 19 september 2020  | Akelarre                                                 | Spanje / Frankrijk / Argentinië                                  | Filmfestival van San Sebastián                                                                |
| 20 september 2020  | Ane                                                      | Spanje                                                           | Filmfestival van San Sebastián                                                                |
| 22 september 2020  | On the Rocks                                             | Verenigde Staten                                                 | Filmfestival van New York                                                                     |
| 24 september 2020  | Sentimental                                              | Spanje                                                           | Filmfestival van San Sebastián                                                                |
| 25 september 2020  | Buladó                                                   | Nederland                                                        | Nederlands Film Festival                                                                      |
| 25 september 2020  | De Oost                                                  | Nederland / België / Indonesië / Verenigde Staten                | Nederlands Film Festival                                                                      |
| 25 september 2020  | The Trial of the Chicago 7                               | Verenigde Staten                                                 |                                                                                               |
| 30 september 2020  | De Vogelwachter                                          | Nederland                                                        | Nederlands Film Festival                                                                      |
| 1 oktober 2020     | Jiang Ziya                                               | China                                                            |                                                                                               |
| 1 oktober 2020     | My People, My Homeland                                   | China                                                            |                                                                                               |
| 2 oktober 2020     | 2067                                                     | Australië                                                        |                                                                                               |
| 2 oktober 2020     | Death of Me                                              | Verenigde Staten                                                 |                                                                                               |
| 7 oktober 2020     | De Grote Sinterklaasfilm                                 | Nederland                                                        |                                                                                               |
| 10 oktober 2020    | No matarás                                               | Spanje                                                           | Filmfestival van Sitges                                                                       |
| 11 oktober 2020    | Soul                                                     | Verenigde Staten                                                 | Filmfestival van Londen                                                                       |
| 15 oktober 2020    | A Babysitter's Guide to Monster Hunting                  | Verenigde Staten                                                 | Netflix                                                                                       |
| 16 oktober 2020    | Demon Slayer: Kimetsu no Yaiba the Movie: Mugen Train    | Japan                                                            |                                                                                               |
| 16 oktober 2020    | Love and Monsters                                        | Verenigde Staten                                                 |                                                                                               |
| 16 oktober 2020    | Rebecca                                                  | Verenigd Koninkrijk                                              | Netflix                                                                                       |
| 18 oktober 2020    | Pink Skies Ahead                                         | Verenigde Staten                                                 | AFI Fest                                                                                      |
| 17 oktober 2020    | Over the Moon                                            | Verenigde Staten / China                                         | Montclair Film Festival                                                                       |
| 21 oktober 2020    | Kindred                                                  | Verenigd Koninkrijk                                              | Montclair Film Festival                                                                       |
| 22 oktober 2020    | The Witches                                              | Verenigde Staten / Mexico                                        |                                                                                               |
| 23 oktober 2020    | Children of the Corn                                     | Verenigde Staten                                                 | Sarasota                                                                                      |
| 24 oktober 2020    | It Snows in Benidorm                                     | Spanje                                                           | Internationaal filmfestival van Valladolid                                                    |
| 25 oktober 2020    | Skylines                                                 | Verenigde Staten                                                 | London FrightFest Film Festival                                                               |
| 11 november 2020   | Hillbilly Elegy                                          | Verenigde Staten                                                 |                                                                                               |
| 13 november 2020   | Glassboy                                                 | Italië/ Oostenrijk/ Zwitserland                                  | Tallinn Black Nights Film Festival                                                            |
| 13 november 2020   | Mank                                                     | Verenigde Staten                                                 |                                                                                               |
| 25 november 2020   | The Christmas Chronicles 2                               | Verenigde Staten                                                 | Netflix                                                                                       |
| 25 november 2020   | The Croods: A New Age                                    | Verenigde Staten                                                 |                                                                                               |
| 25 november 2020   | Ma Rainey's Black Bottom                                 | Verenigde Staten                                                 |                                                                                               |
| 27 november 2020   | Black Beauty                                             | Verenigde Staten / Verenigd Koninkrijk / Zuid-Afrika / Duitsland | Disney+                                                                                       |
| 3 december 2020    | Monster Hunter                                           | China / Duitsland / Japan / Verenigde Staten                     |                                                                                               |
| 4 december 2020    | Godmothered                                              | Verenigde Staten                                                 | Disney+                                                                                       |
| 4 december 2020    | The Prom                                                 | Verenigde Staten                                                 |                                                                                               |
| 7 december 2020    | De familie Claus                                         | België                                                           | Netflix                                                                                       |
| 8 december 2020    | Smiley Face Killers                                      | Verenigde Staten                                                 |                                                                                               |
| 10 december 2020   | The Midnight Sky                                         | Verenigde Staten                                                 |                                                                                               |
| 10 december 2020   | Bon Bini: Judeska in da House                            | Nederland                                                        |                                                                                               |
| 11 december 2020   | Songbird                                                 | Verenigde Staten                                                 |                                                                                               |
| 14 december 2020   | De Slag om de Schelde                                    | Nederland                                                        | Vlissingen                                                                                    |
| 16 december 2020   | Wonder Woman 1984                                        | Verenigde Staten                                                 |                                                                                               |
| 25 december 2020   | News of the World                                        | Verenigde Staten                                                 |                                                                                               |
| 31 december 2020   | A Little Red Flower                                      | China                                                            |                                                                                               |

1870-1879 · 1880-1889 · 1890 · 1891 · 1892 · 1893 · 1894 · 1895 · 1896 · 1897 · 1898 · 1899 · 1900 · 1901 · 1902 · 1903 · 1904 · 1905 · 1906 · 1907 · 1908 · 1909 · 1910 · 1911 · 1912 · 1913 · 1914 · 1915 · 1916 · 1917 · 1918 · 1919 · 1920 · 1921 · 1922 · 1923 · 1924 · 1925 · 1926 · 1927 · 1928 · 1929 · 1930 · 1931 · 1932 · 1933 · 1934 · 1935 · 1936 · 1937 · 1938 · 1939 · 1940 · 1941 · 1942 · 1943 · 1944 · 1945 · 1946 · 1947 · 1948 · 1949 · 1950 · 1951 · 1952 · 1953 · 1954 · 1955 · 1956 · 1957 · 1958 · 1959 · 1960 · 1961 · 1962 · 1963 · 1964 · 1965 · 1966 · 1967 · 1968 · 1969 · 1970 · 1971 · 1972 · 1973 · 1974 · 1975 · 1976 · 1977 · 1978 · 1979 · 1980 · 1981 · 1982 · 1983 · 1984 · 1985 · 1986 · 1987 · 1988 · 1989 · 1990 · 1991 · 1992 · 1993 · 1994 · 1995 · 1996 · 1997 · 1998 · 1999 · 2000 · 2001 · 2002 · 2003 · 2004 · 2005 · 2006 · 2007 · 2008 · 2009 · 2010 · 2011 · 2012 · 2013 · 2014 · 2015 · 2016 · 2017 · 2018 · 2019 · 2020 · 2021 · 2022 · 2023 · 2024 · 2025